# Antonio de León y Gama
Antônio de León e Gama (Cidade do México, 1735 - 12 de setembro de 1802), foi um astrônomo, antropólogo e escritor nascido no antigo Vice-Reino da Nova Espanha atualmente conhecido como México.Quando em 1790 o calendário asteca (também chamado de pedra do sol) foi descoberto, ele publicou um artigo sobre, assim explicando todo o funcionamento do calendário asteca.